# Dornier Delta II
Der Dornier Delta II war der Prototyp eines Rollermobils des Flugzeugbauers Dornier in Friedrichshafen, den Claudius Dornier und Erwin Hymer in den 1960er-Jahren als Beispiel für einen Stadtwagen konstruierten und 1969 bauten. Sechs Prototypen wurden bis 1972 hergestellt: drei mit Zweizylinder-Ottomotor und drei mit Elektromotor. „Auf der Frankfurter Automobilausstellung war das Produkt der Bemühungen bereits zu sehen – ein unerhört kurzes und äußerst verglastes Mobil, das auf den Namen Delta hört“, schrieb Klaus Westrup in dem Magazin auto motor und sport vom 6. Juni 1970. Zur Serienproduktion kam es nicht.

## Rahmen, Aufbau und Fahrwerk
Den Rahmen des Delta II bildete ein Stahlprofilgerüst mit einer Füllung aus Kunststofftafeln an den Seiten sowie vorn und hinten und mit einer Bodenplatte aus wasserfest verleimtem Sperrholz. Wenig mehr als die Hälfte der etwa 1,30 Meter hohen Karosserie des Wagens war verglast. Außer zwei nach hinten zu öffnenden Schiebetüren links und rechts hatte der Delta II eine große Heckklappe.
Die Räder waren einzeln aufgehängt, vorn an Längsschwingen mit Feder-Dämpfer-Einheiten, hinten an Querschwingen (Pendelachse) mit Schraubenfedern und Teleskopstoßdämpfern. Zum Fahrwerk gehörten des Weiteren eine Zahnstangenlenkung mit steil stehender Lenksäule und entsprechend flach liegendem Lenkrad, hydraulisch betätigte Trommelbremsen und 10-Zoll-Räder mit Gürtelreifen der Größe 145 SR 10.

## Motor und Getriebe
Zu Beginn der Entwicklung war der Zweitaktmotor des Goggomobils als Antrieb vorgesehen, wurde jedoch zugunsten des ebenfalls luftgekühlten Zweizylinder-Viertakters von Steyr-Puch verworfen. Dieser Motor leistete 23 PS (17 kW) bei 4800/min und ermöglichte eine Höchstgeschwindigkeit von etwa 90 km/h des vollgetankt 545 kg schweren Wagens. Die Kraft wurde über ein Vierganggetriebe mit Mittelschalthebel auf die Hinterräder übertragen; die Gänge zwei bis vier waren synchronisiert.
Getriebe und Motor waren im Heck unter dem Gepäckraum eingebaut. Dadurch entfielen 150 kg des betriebsfertigen Fahrzeugs auf die Vorderachse und 395 kg auf die Hinterachse. Für Wartungs- und Reparaturarbeiten am Antriebsaggregat oder an der Batterie wurde ein Deckel im Gepäckraum geöffnet.

## Kritik
In auto motor und sport wurde der Delta als gewöhnungsbedürftig bezeichnet. Vor allem die Gewichtsverteilung von 27,5 : 72,5 führte zu einem ungewöhnlichen Fahrverhalten. Beim zügigen Anfahren konnten die Vorderräder abheben und in Kurven neigte das Fahrzeug zum Geradeausfahren. Die vom Tester befürchtete Kippgefahr erwies sich jedoch trotz eines hohen Schwerpunktes und einer Gesamthöhe von 1,58 Meter sowie einer Spurweite von knapp 1,20 Meter als gegenstandslos. Komfort oder Bequemlichkeit bot der Delta II nicht. Die Sitzposition war verhältnismäßig hoch, was allerdings in Verbindung mit der großzügigen Verglasung eine gute Übersichtlichkeit bot. Die Federung war bedingt durch einen sehr kurzen Radstand und die kleinen Räder nahezu wirkungslos. Der Motor lief rau und unelastisch. Die stehenden Pedale galten als nicht mehr zeitgemäß. Für eine eventuelle Serienproduktion wurde mit dem Motor des Renault R 4 experimentiert.
Der größte Vorteil gegenüber manchen anderen Klein- oder Kleinstwagen waren die Wendigkeit des Delta II mit einem Wendekreis von 6,80 Metern, seine Übersichtlichkeit und der geringe Platzbedarf beim Parken, der durch die Abmessungen und die Schiebetüren gegeben war.

## Delta II mit Elektromotor
Beim Marathonlauf der Olympischen Spiele 1972 waren drei 1971 gebaute Delta II mit Elektromotor als Begleitfahrzeuge eingesetzt. Des Weiteren wurden die Wagen während der gesamten Spiele im Olympischen Dorf zur Anlieferung von Wäsche und Nahrungsmitteln genutzt. Der Motor leistete 10,8 PS (8 kW) und brachte den mit Batterie 946 kg schweren Kleinstwagen auf eine Höchstgeschwindigkeit von 60 km/h. Die Reichweite lag bei 60–100 km.

## Technische Daten
| Kenngrößen                                | Dornier Delta II (mit Ottomotor 1970)                                  |
| ----------------------------------------- | ---------------------------------------------------------------------- |
| Motor                                     | 2-Zylinder-Viertakt-Boxermotor (Steyr-Puch), im Heck längs eingebaut   |
| Hubraum (Bohrung × Hub)                   | 643 cm³ (80 mm × 64 mm)                                                |
| Verdichtung                               | 7,8:1                                                                  |
| Leistung                                  | 23 PS (17 kW) bei 4800/min                                             |
| Max. Drehmoment                           | 4,5 mkp (44 Nm) bei 3500/min                                           |
| Ventilsteuerung                           | Zentrale Nockenwelle, über Stoßstangen und Kipphebel betätigte Ventile |
| Kühlung                                   | Luftkühlung mit Gebläse                                                |
| Getriebe                                  | 4-Gang-Getriebe (2. bis 4. Gang synchronisiert), Heckantrieb           |
| Radaufhängung vorn                        | Längsschwingen mit Federbeinen                                         |
| Radaufhängung hinten                      | Pendelachse mit Schraubenfedern und Teleskopstoßdämpfern               |
| Karosserie                                | Stahlrahmen mit Kunststoffplatten; Bodenplatte aus Sperrholz           |
| Lenkung                                   | Zahnstangenlenkung                                                     |
| Bremse                                    | Trommelbremse, hydraulisch betätigt                                    |
| Radstand                                  | 1300 mm                                                                |
| Spurweite vorn/hinten                     | 1180/1130 mm                                                           |
| Reifengröße                               | 145 SR 10                                                              |
| Maße L × B × H                            | 2200 mm × 1430 mm × 1580 mm                                            |
| Innenbreite vorn/hinten (Gepäckraum)      | 1350/1300 mm                                                           |
| Sitztiefe                                 | 400 mm                                                                 |
| Innenhöhe (über Sitzhinterkante gemessen) | 900 mm                                                                 |
| Wendekreis                                | 6,80 m (3 Lenkradumdrehungen von Anschlag zu Anschlag)                 |
| Leergewicht (ohne Fahrer)                 | 545 kg                                                                 |
| Zulässiges Gesamtgewicht                  | 840 kg                                                                 |
| Höchstgeschwindigkeit                     | ca. 90 km/h                                                            |
| Beschleunigung mit 2 Personen             | 0–70 km/h in 18 s                                                      |
| Verbrauch                                 | 8–12 Liter/100 km                                                      |